# DARPA
Агенцията за перспективни изследователски проекти за отбраната (от английски: Defense Advanced Research Projects Agency, DARPA) е научно-изследователска и развойна агенция към Министерство на отбраната на Съединените щати, която се занимава с развитието на новите технологии в американската армия.
Мисията на DARPA е да съхрани технологичното превъзходство на въоръжените сили на САЩ, предотвратяване на внезапното появяване на нови технически средства за въоръжение, поддръжката на стратегически изследвания, преодоляване разрива между фундаменталните изследвания и тяхното внедряване във военната сфера.

## История
Advanced Research Projects Agency (ARPA), както е първоначалното име на агенцията, е формирана през февруари 1958 г. в отговор на изстрелването на съветския Спутник-1 през октомври 1957 г. По-късно, през 1972 г. към името на агенцията е добавена думата Defense (в превод на български „отбрана“) – Defense Advanced Research Projects Agency (DARPA). През 1993 г. – отново е наречена ARPA, а на 11 март 1996 г. окончателно се преименува в DARPA. DARPA е независима от обикновените военни научноизследователски учреждения и се подчинява непосредствено на върховното ръководство на Министерството на отбраната. Агенцията държи на щат около 240 сътрудника, от които около 140 са технически специалисти. Бюджетът на организацията е 3,2 млрд. щ.д. Тази сума е приблизителна, тъй като агенцията се концентрира върху краткосрочни проекти от две до 4 години с временни специално подбрани екипи.

## Проекти
Списък с текущите и архивирани проекти на DARPA е достъпен на уебсайта на агенцията. Поради бързото темпо на работа агенцията, програмите постоянно стартират и спират в зависимост от нуждите на правителството на САЩ. Структурираната информация за някои от договорите и проектите на DARPA е публично достъпна.
В миналото агенцията спонсорира разработката на мрежата ARPANET, на клон на BSD (на Калифорнийски университет, Бъркли), на стека от протоколи TCP/IP.
В периода от 2014 до 2016 г. DARPA провежда първото състезание по междумашинна компютърна безопасност Cyber Grand Challenge (CGC), в което екип от първокласни експерти по компютърна сигурност се занимава с намирането на уязвимости в сигурността и създаването на корекции, които отстраняват тези уязвимости по напълно автоматичен начин.
DARPA спонсорира DARPA Grand Challenge – състезания на автомобили роботи, които се провеждат от 2004 г. насам.